# Gissur Thorvaldsson
Gissur Thorvaldsson (islandês: Gizurr Þorvaldsson; 1208 – 1268) foi um chefe de clã islandês, que teve um papel importante no fim da Era de Sturlung e na submissão da Islândia à soberania da coroa norueguesa em 1262, através do Antigo Pacto (Gamli Sáttmáli) .
Gissur era grande senhor do clã de Haukdælir, e participou nas lutas internas da Islândia durante a Era de Sturlung (Sturlungaöld). Saiu vencedor na batalha de Örlygsstaðir em 1238, e mandou matar Snorri Sturluson em 1241. Colaborou com o rei Haakon IV da Noruega, que o nomeou jarl em 1258. Contribuiu decisivamente para a submissão da Islândia à soberania norueguesa em 1262-1264.